# Ingrid Envall
Ingrid Envall Werkö, född 8 mars 1918 i Katarina församling, Stockholm, död 6 juli 2005 i Engelbrekts församling i Stockholm, var en svensk skådespelare.
Hon var från 1941 gift med skådespelaren Gunnar Sjöberg och från 1961 med professor Lars Werkö.

## Filmografi
- 1938 – Knut löser knuten
- 1938 – Goda vänner och trogna grannar
- 1938 – Dollar
- 1939 – En enda natt
- 1940 – … som en tjuv om natten
- 1941 – Tåget går klockan 9
- 1941 – Striden går vidare
- 1941 – Stackars Ferdinand
- 1942 – Gula kliniken
- 1942 – Det är min musik
- 1943 – Ungt blod
- 1943 – I brist på bevis
- 1944 – Hans officiella fästmö
- 1945 – Trötte Teodor
- 1945 – Sussie
- 1946 – Onsdagsväninnan
- 1948 – Var sin väg
- 1948 – Kvinnan gör mig galen
- 1949 – Flickan från tredje raden

## Teater

### Roller
| År   | Roll                        | Produktion                                              | Regi       | Teater        |
| ---- | --------------------------- | ------------------------------------------------------- | ---------- | ------------- |
| 1939 | Leonora, Leanders trolovade | Henrik och Pernilla (Henrik og Pernille) Ludvig Holberg | Arne Lydén | Oscarsteatern |